# Sofia da Grécia
Sofia da Espanha, nascida Sofia da Grécia e Dinamarca, (em grego: Σοφία Μαργαρίτα Βικτωρία Φρειδερίκη; Atenas, 2 de novembro de 1938) é a filha mais velha do rei Paulo I da Grécia e da rainha consorte Frederica de Hanôver, e foi Rainha de Espanha de 1975 a 2014 como esposa do rei Juan Carlos I, e desde então detém o título de "Rainha emérita" como mãe do atual rei, Filipe VI. Sofia é a irmã do deposto rei Constantino II da Grécia. Como a sua família foi forçada a exilar-se durante a Segunda Guerra Mundial, ela passou uma parte da sua infância no Egito e retornou à Grécia em 1946. Ela completou a sua educação secundária num internato na Alemanha antes de retornar à Grécia, onde se especializou em puericultura, música e arqueologia.
É irmã do falecido rei deposto Constantino II da Grécia e, assim, cunhada da rainha Ana Maria, nascida princesa da Dinamarca e irmã da rainha Margarida II da Dinamarca, e é a mãe do atual rei da Espanha, Filipe VI. Vive no Palácio de Zarzuela, em Madrid.

## Biografia

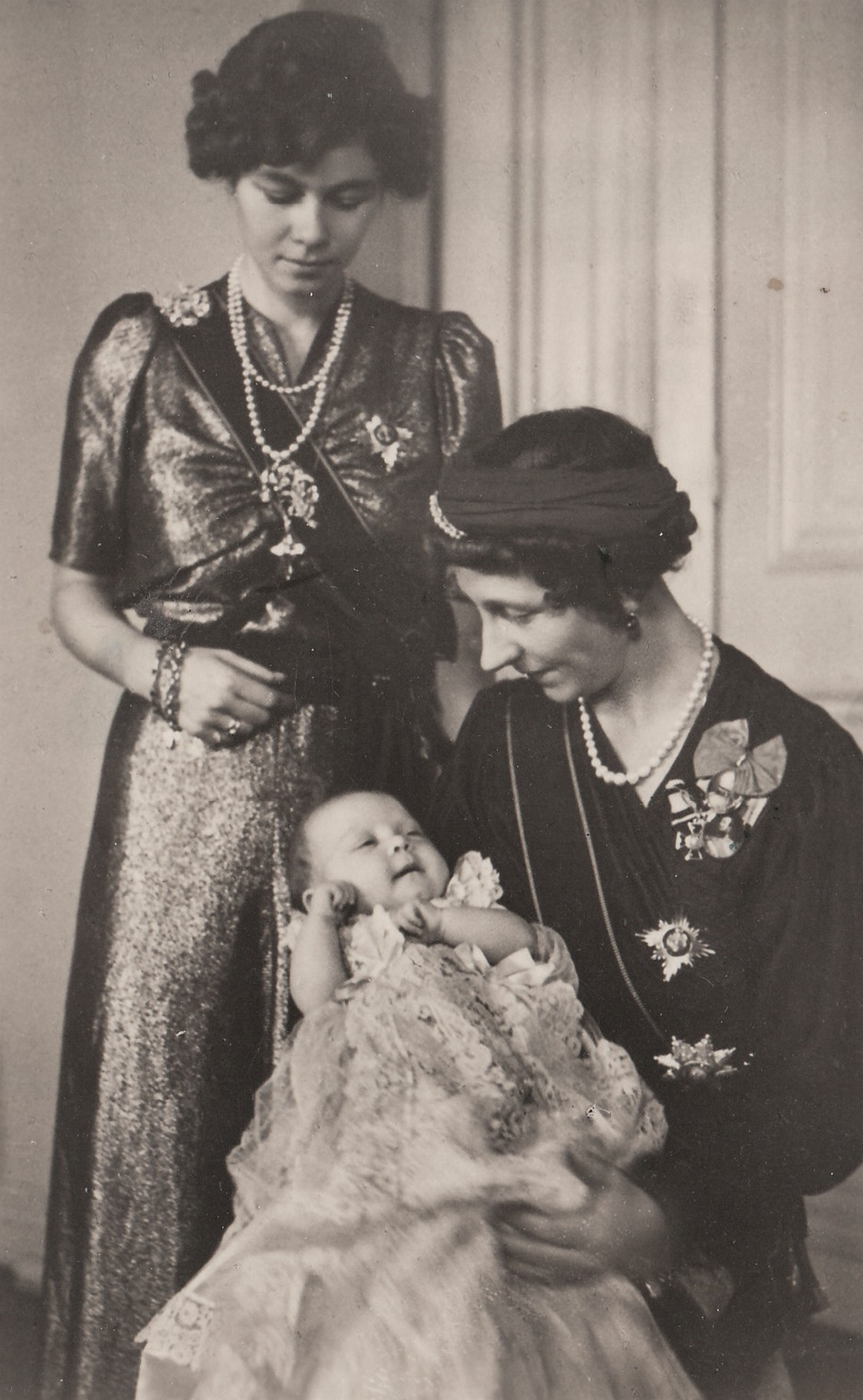
Sofia em 1939 nos braços da avó a duquesa de Brunvique, filha do último kaiser da Alemanha, e com a mãe a rainha Frederica da Grécia ao lado.

### Infância e adolescência
Primogênita do rei Paulo da Grécia (cristão ortodoxo, da família dinamarquesa Schleswig-Holstein-Sonderburg-Glücksburg - Casa de Glücksburg) e da rainha Frederica, Sofia nasceu com "toda a pompa e seu nascimento foi festejado em todo país heleno", escreve a revista Bekia em sua biografia - veja foto aqui.
Devido a Segunda Guerra Mundial, teve que se exilar, ainda criança, com a família, primeiro no Egito e depois na África do Sul - onde, segundo a Bekia, a família "viveu em condições miseráveis" - retornando em 1946 para a Grécia. Depois, entre 1951 e 1955, viveu no internato alemão Schloss Salem.

### Educação
De volta à Grécia, estudou pediatria, música e arqueologia e trabalhou como enfermeira num orfanato - veja foto aqui.

### Interesses
Quando jovem, praticava vela, tendo participado, como suplente, dos Jogos Olímpicos de Roma de 1960, onde seu irmão Constantino ganhou a medalha de ouro nesta modalidade.
Sua presença em Palma de Mallorca, durante o verão é uma tradição, sendo que durante este período Sofia sempre aproveita para participar de atividades náuticas, como passeios de barco, junto aos familiares.
Ela também é envolvida com questões ambientais, tendo em 2020 ajudado a soltar tartarugas e a limpar a praia durante suas férias em Mallorca.

## Casamento e descendência
Em 1954, aos 15 anos de idade, conheceu seu futuro esposo, o então príncipe João Carlos de Bourbon, durante um cruzeiro organizado pela mãe, a rainha Frederica - que era, segundo a imprensa, uma inveterada casamenteira que organizava eventos, como saraus e cruzeiros, para que os jovens da realeza europeia pudessem conviver e se conhecer. No entanto, nem João Carlos e nem Sofia se interessaram um pelo outro inicialmente. Segundo a imprensa, quem chamou a atenção da princesa foi o príncipe Haroldo da Noruega.
O romance com João Carlos só começou anos depois, em junho de 1961, quando se reencontraram no casamento de Eduardo, Duque de Kent, em Londres.
Eles ficaram noivos em 12 de setembro de 1961 no hotel Beau Rivage de Lausana, Suíça, onde morava a rainha Victoria Eugenia, avó de João Carlos. Segundo Sofia, ele atirou a caixinha que continha seu anel para o ar e disse: "Sofia, pegue". Para a imprensa João disse depois que havia amado a princesa desde o primeiro momento em que a viu. "É uma das poucas mulheres que conheço que é capaz de levar a coroa real com toda dignidade", declarou.
Sofia e João Carlos se casaram em 14 de maio de 1962 em Atenas, primeiro numa cerimônia católica na Catedral de São Dionísio e depois numa cerimônia ortodoxa na Catedral Metropolitana de Atenas - apesar dela ter se convertido ao catolicismo. "143 invitados de 27 monarquias" participaram do evento, escreveu a Vanity Fair em 13 de maio de 2020, quando se comemoravam 58 anos da boda.
O vestido da noiva foi feito por Jean Desses e ela usava o véu que havia pertencido à rainha Frederica, sua mãe, e a Tiara da Prússia, feita para a princesa Victoria Luísa da Prússia, sua avó. Suas damas de honra foram sua irmã Irene da Grécia e Dinamarca, a irmã do noivo Pilar de Espanha, e sua futura cunhada, Ana Maria da Dinamarca, junto com as princesas Irene dos Países Baixos, Alexandra de Kent, Benedita da Dinamarca, Ana de Orléans e Tatiana Radziwill.
Sofia e João Carlos tiveram três filhos: a Infanta Elena, nascida em 20 de dezembro de 1963 - veja foto aqui; a Infanta Cristina, nascida em 13 de junho de 1965; e Filipe, o atual rei da Espanha, nascido em 20 de janeiro de 1968, cujo nascimento foi muito esperado pelo casal, já que a dinastia dependia do nascimento de um varão - veja foto aqui.
O casal tem oito netos.
| Filhos                                       | Netos                                    |
| -------------------------------------------- | ---------------------------------------- |
| Elena (divorciada de Jaime de Marichalar)    | Felipe Juan Froilán Victoria Frederica   |
| Cristina (divorciada de Iñaki Urdangarin)    | Juan Valentín Pablo Nicolas Miguel Irene |
| Filipe (casado com Letizia Ortiz Rocasolano) | Prince Herdeira Leonor Infanta Sofia     |

## Polêmicas no casamento
Durante muitos anos, a imprensa falou sobre diversos relacionamentos extraconjugais de João Carlos, inclusive reportando que o casamento com Sofia havia fracassado apenas alguns anos após a boda. Vários nomes de possíveis amantes foram vinculados ao rei, sendo o mais notório deles o da empresária alemã Corinna Larsen. Diversas pessoas do entorno de João Carlos confirmaram a relação depois de sua abdicação, quando o assunto estava mais que nunca repercutindo na imprensa espanhola. Álvaro de Orleans, um parente do rei, disse em julho de 2020 que a relação dos dois havia lhe dado "calafrios". "Aquilo havia se transformado numa paixão muito forte. Havia se transformado em algo tóxico.
O romance com Corinna teria iniciado no ano de 2004 e terminado na época da abdicação de João Carlos I. Naqueles tempos, segundo relatos, o rei estava a ponto de se divorciar de Sofia para se casar com Corinna. Há também relatos de que a alemã estaria pressionando o rei para se tornar rainha da Espanha. "Ele estava disposto a tudo para iniciar uma nova vida com ela", escreveu o El País em agosto de 2020.
No dia 20 de agosto de 2020, numa entrevista exclusiva para a BBC espanhola, Corinna pela primeira vez disse abertamente que os dois tinham mantido uma relação entre 2004 e 2009 e que o rei sempre havia continuado a estar próximo dela depois, tendo em 2014 tentado retomar o relacionamento. Ela também disse que ele havia tido outros casos extraconjugais e que um deles teria sido o motivo da ruptura entre os dois. "Fiquei devastada, porque não esperava", disse, se referindo ao fato dele manter outro relacionamento, além do com ela e sua esposa, a Rainha Sofia.
O sofrimento de Sofia durante o casamento rendeu um livro, chamado A Solidão da Rainha, que afirma que "ela se casou com quem não a queria".
Outra das polêmicas envolveu a descoberta de uma fortuna secreta de cerca de 100 milhões de dólares pertencente ao rei, que fez com que ele, pouco antes das investigações começarem na Espanha, deixasse secretamente o país em agosto de 2020 e se refugiasse em Dubai. Alguns veículos de imprensa chegaram a criticar Sofia, dizendo ser impossível que ela não conhecesse as atividades do marido. "Durante toda crise (...) sempre se pretendeu proteger Sofia e ela era apresentada como a mulher abnegada que durante décadas teve que sofrer os desmandos e infidelidade do rei", escreveu o Diário 16 em meados de agosto de 2020.

## Funções reais

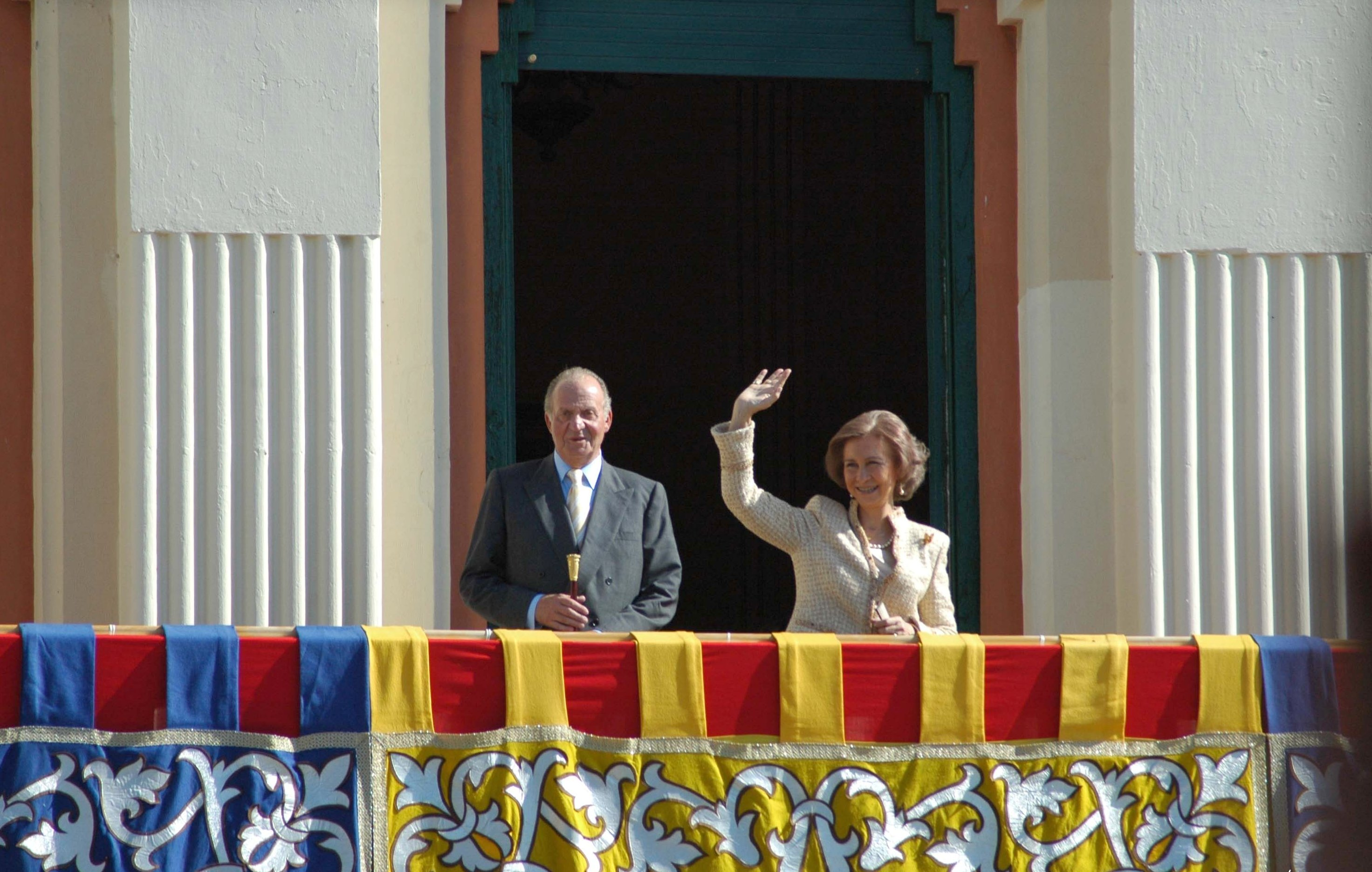
Rei João Carlos I e Rainha Sofia em Melilla.

Com o grego como língua materna e com o castelhano, catalão, francês, inglês e alemão falados fluentemente, Sofia viajou com o marido dentro da Espanha e para o estrangeiro, principalmente para as chamadas "viagens de cooperação", que segundo a Vanitatis, são um dos "principais trabalhos da consorte real", além de ter a sua própria agenda.

Ela é presidente da Fundação Rainha Sofia, que em 1993 enviou fundos para ajudar as pessoas na Bósnia e Herzegovina e é presidenta honorária da Escuola Superior de Música Rainha Sofia.

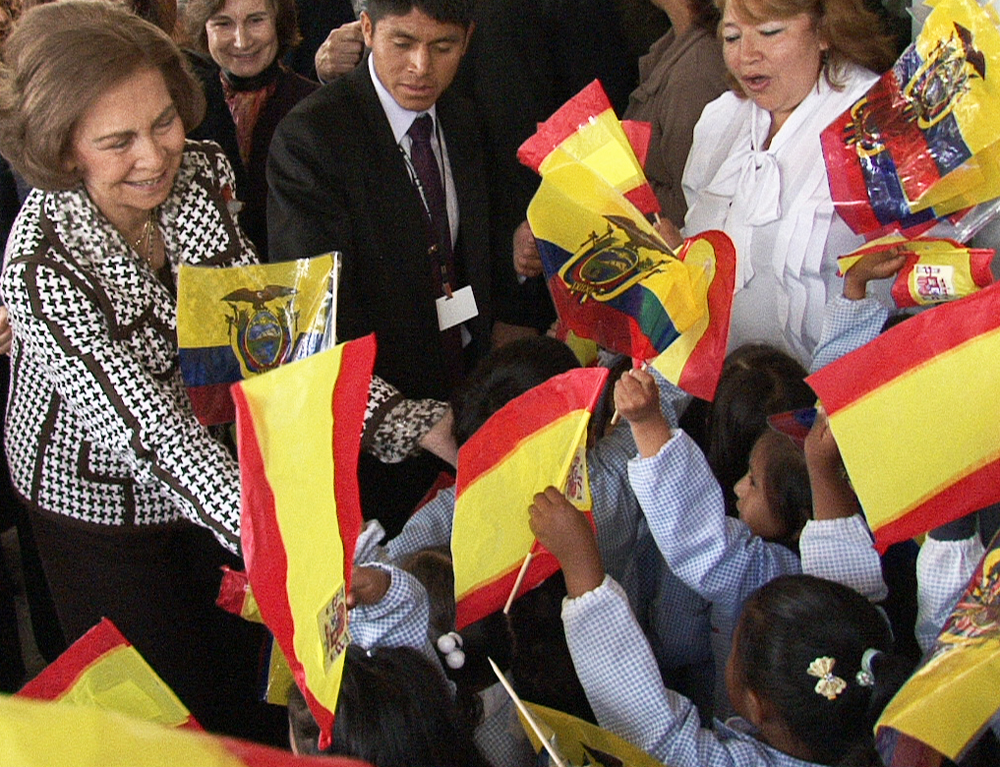
Rainha Sofia em visita a Quito.

Segundo sua biografia oficial, "além dos atos oficiais e institucionais, a rainha dá grande atenção a atividades sociais e assistenciais", participando de "vários projetos internacionais para o desenvolvimento da mulher de áreas rurais e de classes sociais mais desfavorecidas, através da concessão de microcrédito".
É também um membro honorário da Real Academia de Belas-Artes de São Fernando e da Academia Real da História e é doutora honorária das Universidades de Rosário (Bogotá), Valladolid, Cambridge, Oxford, Georgetown, Évora, Nova Iorque e Seisen (Tóquio).
O Museu Nacional Centro de Arte Rainha Sofia, como o Aeroporto Rainha Sofia, em Tenerife, receberam o seu nome.
Em 2010, Sofia representou a Espanha no casamento da princesa Vitória da Suécia. Também participou da 19ª Edição da Copa do Mundo Futebol, quando a seleção espanhola foi a campeã Mundial.

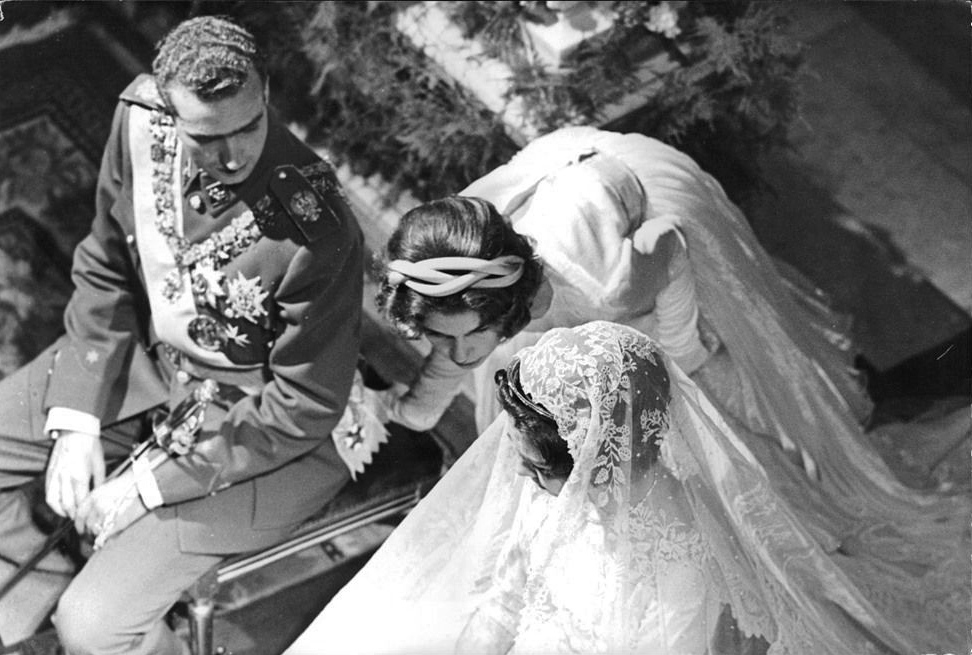
Matrimônio dos príncipes Juan Carlos e Sofia, em Atenas, maio de 1963

Após a abdicação do marido, sua agenda se viu reduzida e ela se dedica a participar de eventos que em sua maioria são de cunho cultural e social.

## Abolição da monarquia na Grécia
Sofia estava na Grécia numa visita privada a seu irmão, o rei Constantino II, quando uma Junta Militar deu o Golpe de Estado em 1967. Constantino foi então despojado de seu título, posses e obrigado a sair do país.
Com exceção de uma breve estadia para o funeral da sua mãe, em 1981, Sofia não visitou a Grécia republicana até 1998, quando ela e o marido fizeram uma visita oficial como convidados do então presidente Konstantinos Stephanopoulos.
Nos últimos anos, no entanto, com a permissão para que Constantino II voltasse para a Grécia, Sofia tem visitado frequentemente o seu país-natal e é presença anual na celebração da Páscoa Ortodoxa, por exemplo. No dia 10 de janeiro de 2023, morre o irmão da rainha Sofia, o rei Constantino II, vítima de um derrame aos 82 anos.

## Títulos, honras e armas

### Títulos
- 2 de novembro de 1938 - 14 de maio de 1962: Sua Alteza Real, a Princesa Sofia da Grécia e da Dinamarca
- 14 de maio de 1962 - 19 de julho de 1969: Sua Alteza Real, a Infanta Sofia de Espanha
- 22 de julho de 1969 - 29 de novembro de 1975: Sua Alteza Real, a Princesa de Espanha
- 29 de novembro de 1975 - 19 de junho de 2014: Sua Majestade Católica, a Rainha de Espanha
- 19 de junho de 2014 - incumbente: Sua Majestade, a Rainha Sofia de Espanha

### Honras
Nacionais (Espanha)
- Ordem do Tosão de Ouro
- Ordem de Carlos III
- Ordem da Rainha Maria Luísa

Estrangeiras
- Tailândia, Ordem da Casa Real de Chakri
- Países Baixos, Ordem do Leão dos Países Baixos
- Dinamarca, Ordem Real do Elefante
- Noruega, Ordem de Santo Olavo
- Suécia, Ordem do Serafim
- Bélgica, Ordem de Leopoldo
- Brasil, Ordem Nacional do Cruzeiro do Sul
- França, Ordem da Legião de Honra
- Alemanha, Ordem de Mérito da República Federal da Alemanha
- Grécia, Ordem de São Olga e da Santa Sofia
- Islândia, Ordem do Falcão
- Portugal, Grã-Cruz da Ordem Militar de Cristo (17 de Abril de 1978)[20]
- Portugal, Grã-Cruz da Ordem do Infante D. Henrique (13 de Outubro de 1988)[20]
- Portugal, Grã-Cruz da Ordem Militar de Sant'Iago da Espada (23 de Agosto de 1996)[20]